# Mag!!!
Mag!!! (auch Mag! genannt) ist eine Wirtschaftssimulation von Greenwood Entertainment aus dem Jahr 1996. In diesem Computerspiel schlüpft der Spieler in die Rolle eines Verlagschefs einer Computerspielezeitschrift.

## Spielprinzip
Im Gegensatz zu Mad News, in dem der Spieler die Leitung über eine Zeitung übernimmt, wird in Mag!!! ein Verlag für Computerspielezeitschriften simuliert. Die Spielezeitschriften können entweder auf ein spezielles System spezialisiert sein (z. B. reine PC-Zeitschrift) oder verschiedene Computersysteme behandeln.
Die Aufgaben des Spielers sind vielfältig: Neben der Personalplanung (z. B. neue Mitarbeiter einstellen) ist die Hauptaufgabe hauptsächlich das Ressourcenmanagement der eigenen Mitarbeiter: Es müssen neben Testmustern von Computerspielen (aus denen die Redakteure Testberichte verfassen) auch die verschiedenen Rubriken (Tipps & Tricks, Hardwareecke etc.) des eigenen Magazins auf die einzelnen Redakteure verteilt werden. Als Spieler muss man sich um mögliche Exklusivreviews bemühen, sowie um die Inserenten- und Abonnentenverwaltung, die Werbung und der Betreuung des verlagseigenen Shops, in dem man neben Merchandise auch Spiele verkaufen kann.
Des Weiteren können zufällige Ereignisse während des Spielverlaufs geschehen. Etwa, dass man eine Auszeichnung für eines seiner Magazine bekommt, dass die Angestellten frustriert sind oder krank werden oder man dabei erwischt wird, wie man die Auflagenzahl manipulieren wollte. Diese Ereignisse haben Einfluss auf die Moral der angestellten Redakteure sowie auf die Konkurrenz und die Leser.
Am Ende eines simulierten Monats (der je nach gewähltem Schwierigkeitsgrad zwischen 13 und 5 Minuten Echtzeit dauert) trifft sich die gesamte Redaktion zur Redaktionskonferenz, in der die getesteten Spiele ihre Wertung bekommen. Auf die Wertung der Redakteure kann man als Spieler Einfluss nehmen, um etwa einem Exklusivreview eine bessere Wertung zu geben. In der Konferenz wird gelegentlich auch über die Einführung neuer Rubriken (wie Fun-Rubrik, Shareware etc.), einem Verlagsshop oder Gimmicks (Poster, CD-ROM) abgestimmt, außerdem muss der Spieler den Heftumfang, die Auflage und den Verkaufspreis bestimmen.

## Grafik und Technik
Die Grafik des Spiels besteht aus einzelnen Bildern, welche den Räumen des eigenen Verlages entsprechen. Sie sind in Comic-Grafik gezeichnet und enthalten keinerlei Animationen. Bewegungen werden gelegentlich durch das Hin- und Herschalten von zwei Bildern erzeugt.
Das Spiel selbst besitzt eine ausführliche Datenbank mit den Verkaufscharts verschiedener Computersysteme und Zeitschriften darüber (es werden die original Namen wie ASM oder PC Games verwendet), außerdem sind die meisten veröffentlichten Computerspiele enthalten, die zwischen 1985 und 1995 auf dem Markt erschienen sind. Auf den Datenträgern befindet sich ein Patch, mit welchem man die anfangs fiktiven Computerspieletitel in die originalen umwandeln kann. Diese Daten werden vom Spiel aktiv verwendet, d. h. das Spiel errechnet daraus beispielsweise die maximale Zielgruppe für eine Zeitschrift (eine reine PC-Zeitschrift hat demnach aufgrund der geringen Verbreitung von PCs im Jahr 1986 kaum eine Überlebenschance, wogegen etwa ab Anfang der 90er ein reines C64-Magazin Absatzschwierigkeiten haben wird).
Dem Spiel liegt ein umfangreicher Editor bei, mit dessen Hilfe sämtliche Datenbankeinträge (Konkurrenzmagazine, Spielenamen, Mitarbeiternamen und deren Fähigkeiten, Verkaufscharts etc.) editiert werden können. Außerdem befindet sich ein undokumentiertes Programm auf dem Datenträger, mit dem sich alle verfälschten Daten in Originalnamen umwandeln lassen.
Die CD-ROM-Version enthält zusätzlich einige Testberichte und News aus der Zeitschrift ASM, die eingescannt und ins Spiel integriert wurden. Im Intro ist weiterhin ein Video enthalten, in welchem die damalige PC-Games-Redaktion ihren Arbeitsalltag humoristisch darstellt.

## Rezeption
Petra Maueröder von PC Games kam zu dem Urteil, dass es Mag!!!, anders als Mad TV, an Humor fehle. Die Spielabläufe wiederholen sich mittelfristig, doch wer Biing!, Der Planer und Dime City spiele, könne auch hier zugreifen. Im Test der PC Joker wurde angemerkt, dass sich der Realismus vor allem auf die realen Daten von Videospielmagazinen der Jahre 1986 bis 1995 beschränke, dies aber kein Nachteil sein müsse, da der echte Redaktionsalltag nicht halb so spaßig sei. Der Redakteur der Power Play meint hingegen, dass das Spiel einen halbwegs realistischen Einblick in die Geschäfte eines Computer-Fachverlags biete. Technisch sei das Spiel jedoch „bieder“: Von unbewegten VGA-Grafiken im Planer-Stil und Kaufhausmusik ist die Rede.
Die Zeitschrift Amiga Games bewertet das Spiel im Test der Amiga-Version besonders gut.

„Mag! sorgt mit vielen Handlungsmöglichkeiten und schön gezeichneten Grafiken für langanhaltenden Spielspaß fernab von Simulationen, in welchen man sich durch endlose Statistiken quälen muß.“

Amiga Joker bezeichnet das Spiel als unterhaltsame Wirtschaftssimulation, die allerdings durch die Beschränkung auf 10 Jahre relativ kurz ausfällt. Für CD³² werden 71 % vergeben, auf ECS-Geräten wird das Spiel mit 74 % bewertet und auf Amigas der Advanced Graphics Architecture gibt es 75 % für das Spiel.